# Klinac grad
Klinac grad je srednjovjekovni burg (stari grad) koji se nalazi oko 8 km južno od grada Petrinje u selu Klinac na Banovini.
Lokalitet se ponekad naziva po starom nazivu brda na kojemu je smješten, Klimna gora, ali danas je poznatiji kao Klinac grad ili Kaštel Klinac. Današnji mještani sela Klinac smatraju da je narodni naziv povezan s činjenicom što se brijeg na kojem se nalazi utvrda, odnosno Klimna gora, poput klina zabio u okolna brda. Međutim, vjerojatnije je da je ime dobio po sv. Klementu, na što ukazuje i madžarski naziv lokaliteta: Szt. Kelemen hegy (gora sv. Klementa), dok sam stari grad na mađarskom jeziku ima naziv Klinác vár ali i Klinbnagor.
Do sela Klinca može se stići dobro održavanim putem iz sela Donja Budičina, smještenog na prometnici Petrinja - Hrvatska Kostajnica. Šumska zajednica na brdu Pješevica čiji obronci dosežu do sela, bogata je kestenom.

## Opis lokaliteta i povijesni podaci
Prostranu i čvrstu kulu sagradio je zagrebački Kaptol najvjerojatnije sredinom 16. stoljeća na širokom zaravanku brijega visokog 331 m.
Tlocrt kule jest nepravilni peterokut s duljinom stranica koja varira od 11,5 do 13 m, opsegom oko 61 m i površinom oko 250 m2. Glavni ulaz nalazio se u zapadnom zidu u visini prvoga kata, a ulazilo se preko čardaka i pokretnog mosta. Na tom su otvoru još vidljivi utori u koji su bili postavljeni dovratci. Zidovi kule sačuvani su gotovo do svoje izvorne visine. Građeni su od nepravilnih kamenih blokova vrlo različite veličine, očito na brzinu. Na zidovima se dobro mogu uočiti poravnanja kao način gradnje poznat još iz kasne antike. Također, još je dobro prepoznatljiva vrlo strma istočna strana umjetnog brijega na kojem se nalazi utvrda, a koja je imala obrambenu funkciju.
Zagrebačka crkva i njezini  biskupi bili su uz knezove Zrinske i knezove Blagajske najveći feudalni posjednici na području između Une, Save i Kupe. Zbog obrane posjeda na tom su području, uglavnom na sjevernim padinama Zrinske gore, izgrađene utvrde zagrebačke biskupije: Vinodol, Veliki Gradac, Mali Gradac, Hrastovica (s dvije utvrde) i Gora.
Uz te utvrde zagrebački biskup je, približavanjem turske opasnosti, izgradio još nekoliko manjih utvrda na strateški osjetljivim položajima: Pecki grad, Čuntić grad, Klimna gora, Križ i Sokol. 
Gradinska utvrda Klinac sagrađena je na lokalitetu iz kasnog brončanog doba koji ima kontinuitet sve do starijeg željeznog doba i rimskih vremena. Na tom su lokalitetu pronađeni keramički nalazi koji su datirani u kasnu fazu starijega željeznog doba, odnosno u 5. i 4. stoljeću pr. Kr. koji se po oblicima (zoomorfno oblikovane glavice na najvišem dijelu ručki posuda, veliki broj malih životinjskih plastika, zdjela iznutra ukrašena modeliranim izbočenjima) mogu usporediti s određenim nalazima Damića gradine kod Vinkovaca.
Klinac, kao strateški vrlo važna pretpovijesna utvrda mogao bi biti ona nedostajeća poveznica koja bi mogla pružiti dublji uvid u kompleksna kulturna međudjelovanja između predjela u sjevernoj Bosni i istočnim Alpama u kasnom brončanom i ranom željeznom. Dodatna istraživanja mogla bi pokazati da prostor između Kupe i Save, a koji su nastavali pripadnici kulturne i etničke skupine Kolapijana, a koji su pripadali Panoncima nipošto nije u tom periodu bio kulturna periferija kako se trenutno, zbog nedostatne istraženosti, može steći dojam.
U Klincu su zabilježeni i nalazi iz rimskog doba, primjerice sporadični nalazi rimskog novca kovanog u obližnjoj Sisciji, današnjem gradu Sisku. Također, pronađeni su i ostatci rimskog vodovoda koji je vjerojatno vodom opskrbljivao Sisciju. Tu valja tražiti i korijene legende o podzemnom prolazu koji spada Klinac grad sa Siskom.
U blizini Klinca još su uvijek vidljivi ostatci utvrđenih gradova Čuntić grad i Pecki grad. Utvrde nekadašnje srednjovjekovne Banske granice vezane uz obrambenu granicu na Kupi predstavljaju određeno jedinstvo povezano više strateškim zadatkom obrane, a manje vremenom nastanka ili načinom gradnje. Dijeli ih gotovo jednaka sudbina u 17. i 18. stoljeću kada su uglavnom zapuštene i propadaju.
Klinac grad je mjesto radnje povijesnog romana Zvonimira Pužara Strašna noć na Klinac-gradu u kojem se govori o borbi hrvatskog naroda protiv germanizacije.

## Starost utvrde
Točna godina početka gradnje klinačke utvrde za sada nije poznata. Na osnovu izgleda puškarnica (ambrazura) karakterističnih za treće desetljeće 16. stoljeća) može se pretpostaviti da je utvrda građena otprilike u to vrijeme.
U knjizi Krajiške utvrde i obrana Hrvatskog kraljevstva tijekom 16. stoljeća povjesničar Milan Kruhek navodi da je na strateški osjetljivim područjima između rijeka Une, Save i Kupe još prije godine 1544. kada su zagrebački Kaptol i ban  Nikola Zrinski donijeli odluku o početku gradnje Kaptolskog kaštela na Kupi kao prve modernije ratne tvrđave na ključnom položaju buduće kupske obrambene granice, već bilo podignuto nekoliko manjih utvrda: Pecki, Čuntić, Klimna gora, Križ i Sokol.
2010. godine provedena je analiza starosti uzorka drveta iz nadvratka ulaznih vrata u utvrdu  metodom datiranja 14C. Analiza je provedena u Laboratoriju za mjerenje niskih radioaktivnosti  Instituta Ruđer Bošković iz Zagreba. Analiza je pokazala da se drvo od kojeg je načinjena drvena greda koja je poslužila kao nadvratak ulaznih vrata može s 68,2% vjerojatnosti datirati u period između godine 1040. i 1190. te s 95,4% vjerojatnosti datirati u period između godine 1020. i 1230.
Očito jest da je to drvo prije ugradnje u klinačku utvrdu bilo korišteno za neku drugu namjenu, tj. u nekoj prethodnoj građevini na tom ili nekom obližnjem lokalitetu.

## Arheološka istraživanja
U novije vrijeme prvo značajnije rekognosciranje terena proveli su godine 1982. arheolozi Nives Majnarić Pandžić i Aleksandar Durman kada im je Zdenko Franić dao na uvid lončariju sličnu onoj koja je pronađena na lokalitetu Turska Kosa kod Topuskog i ostalim pokupskim nalazištima, a koja se u posljednje vrijeme pripisuju kulturi Kolapijana.
Godine 2009. Zoran Čučković je u sklopu arheološkog istraživanja Banije proučavao lokalitet Klinac, odnosno način na koji je utvrđivan prostor na kojem se rasprostiru arheološki nalazi. Zaključio je da utvrda Klinac odgovara tipičnom srednjovjekovnom sklopu tzv. motte-and-bailey (humak s kulom i dvor s gospodarskim zgradama u podnožju) te je riječ o znatno većoj utvrdi nego što je ranije bilo poznato i opisano u stručnim radovima. Odnosno, Klinac je od utvrđene kule svojevremeno prerastao u ozbiljnije srednjovjekovno naselje.
U srpnju i kolovozu 2010. godine provedena su na lokalitetu same utvrde Klinac grad zaštitna arheološka istraživanja. U unutrašnjosti utvrde iskopano je oko 1,5 m zemlje u dubinu. Pronađeni su fragmenti srednjovjekovne keramike, koji su još uvijek na stručnoj obradi te ostaci srednjovjekovne peći načinjene od ostataka rimske cigle. 
U lipnju 2012. je Hrvatski restauratorski Zavod u šumi blizu Kule Klinac obavljao prve iskope na prethistorijskom nalazištu za koje se pretpostavlja da također pripada Kolapijanima. Istražilo se pedeset kvadratnih metara na četiri sonde, pri čemu je otkriven jedan objekt, no slojevi su dublji i od dva metra.  Od nalaza su pronađeni su fragmenti keramičkih posuda, jedan ulomak brončane igle, ulomke kućnog ljepa koji je bio dio stambenog objekta.
Također je otkriven i prapovijesni nasip s ostacima ograde. Radi se o kamenim blokovima uz koje su postojale ograde od drveta i zemljani nasipi.

## Natpisi
Na nekim od gradivnih kamenja s unutrašnje strane uočeni su natpisi: VOLFFAL i MITYKO ENDRE, dok je natpis DOMOKOS uočen na manjem kamenu s unutrašnje strane te većem rubnom kamenu sjeverozapadnog vanjskoga zida utvrde. 
Preliminarna analiza tih natpisa ukazuje da su barem neki od njih dosta stari, što potkrepljuje i činjenica da su izvedeni slovima koja imaju male ukrasne linije (tzv. sans-serif font). Iako su takvi ukrasi karakteristični za stari vijek, analiza imena na natpisima ukazuje da se najvjerojatnije radi o natpisima nastalim u vrijeme izgradnje utvrde. No, valja napomenuti da ima i nešto kasnijih grafita (19. i 20. stoljeće). Npr. natpis VOLFFAL je napisan u serif fontu, dok su ispod njega na istom kamenu vidljivi kasniji grafiti.
Ime Endre je mađarski oblik grčog imena Ἀνδρέας, (hrvatski: Andrija), povezanog s apostolom  sv. Andrijom, a ime Domokos je mađarski oblik latinskog imena Dominicus (mađ. Domokos), hrvatski: Dominik), povezanog s katoličkim svecem  sv. Dominikom, a koje se od 13. stoljaća u katoličkoj Europi tradicionalno davalo djeci rođenoj u nedjelju. Kako se taj natpis pojavljuje dva puta, a onaj s vanjske strane utvrde se nalazi na prilično uočljivom mjestu (na onoj strani utvrde na kojoj se najvjerojatnije nalazio tadašnji prilazni put) može se pretpostaviti da je osoba imena Domokos bila istaknutiji majstor, možda čak i voditelj radova. Valja napomenuti da oba natpisa DOMOKOS nemaju ukrasne linije. 
Također, i treći natpis, VOLFFAL, je ime mađarskog podrijetla te se i danas, ali kao prezime susreće u suvremenoj Mađarskoj. Dakle, izvjesno je da su u gradnji utvrde sudjelovali mađarski majstori.

## Status kulturnog dobra
Ministarstvo kulture, Uprava za zaštitu kulturne baštine je svojim rješenjem od 11. svibnja 2010. godine utvrdilo da arheološki lokalitet Klinac ima svojstvo kulturnog dobra sa sljedećim obrazloženjem:
Arheološki lokalitet Klinac nalazi se iznad sela Klinac na području grada Petrinje. Najraniji nalazi nađeni na padinama mogu se datirati u kasni halštat (5. i 4. st. pr. Kr). Nalazi s gradine Klinac prema oblikovanju i provenijenciji upućuju na ustaljeni trgovački put koji je Savom išao do Siska i dalje u pravcu Petrinje te bio jedan od važnih strateških i trgovačkih puteva između istočnih Alpa i srednje Bosne. Naseljavanje na tom lokalitetu ima kontinuitet življenja u starije željezno doba, rimsko doba, pa sve do izgradnje srednjovjekovnog burga koji je djelomično negirao oblikovanje terena koje je formirano u prapovijesti. U rimsko doba ovdje je prolazila trasa rimskog vodovoda kojim se pitka voda dovodila u Sisciju. Srednjovjekovni burg Klinac izgrađen je sredinom 16. stoljeća. Podignut je radi obrane od Turaka. Tlocrt grada je peterokutan, sa sačuvanim puškarnicama i tragovima ležišta greda stropne konstrukcije s unutarnje strane i glavnim ulazom na zapadnoj strani. Zidine grada sačuvane su do visine stropa gornje etaže (mjestimično više, mjestimično manje). Građa zida je nepravilni kamen s pravilnije klesanim ugaonim kvadrima.
Položaj iznad sela Klinac zbog kontinuiteta življenja i iznimno vrijednih arheoloških nalaza kao i burga Klinac ima arheološku i kulturno-povijesnu vrijednost ne samo za područje Banovine već i za cijelu Hrvatsku.

## Potencijal za kulturni turizam
Obrambene utvrde nekadašnje Banske granice nedovoljno su istražene i valorizirane, a predstavljaju veliki potencijal za razvoj kulturnog turizma odnosno ostalih vrsta selektivnih oblika turizma.
Zanimljivo da je prema pisanju Šumarskog lista hrv. slav. šumarskog društva (br. 10. iz 1895. godine) zemaljski izložbeni odbor za sudjelovanje Hrvatske i Slavonije na tisućgodišnjoj izložbi kraljevine Ugarske predvidio da za milenijsku izložbu u Budimpešti godine 1896. u izložbenom odjelu kraljevina Hrvatske i Slavonije budu prikazani najznamenitiji gradjevni spomenici i najljepši predjeli domovine u sklopu čega je poznati varaždinski i zagrebački fotograf i svjetlotiskar Rudolf Mosinger na Banovini fotografirao i Klinac-grad (uz gradine Gvozdansko, Pedalj i Zrinj te župnu crkvu u Čuntiću.
Gradsko poglavarstvo Grada Petrinje je stoga razradilo projekt Petrinja – razvojna vizija turističke destinacije u kojem je predviđeno uređivanje markirane planinarsko-rekreacijske staze Stari gradovi petrinjskog kraja.
U prosincu 2010. je planinarsko društvo HPD Kapela iz Zagreba u suradnji s HPD Zrin iz Petrinje organiziralo izlet pod naslovom Planinarenje s prijateljima po Banovini u kojem je sudjelovalo pedesetak planinara.

## Vanjske poveznice
- Satelitska slika utvrde Klinac grad na Wikimapia.org
- Službene stranice grada Petrinje
- Turistička zajednica grada Petrinje  Arhivirana inačica izvorne stranice od 20. svibnja 2008. (Wayback Machine)
- Hrastovička gora - gora "hrastova", a danas izletište u šumi kestena  Arhivirana inačica izvorne stranice od 1. veljače 2009. (Wayback Machine)